# دييغو لاجوس
دييغو لاجوس (بالإسبانية: Diego Lagos)‏ (5 مارس 1986 بمار دل بلاتا في الأرجنتين - ) هو لاعب كرة قدم أرجنتيني في مركز الوسط. شارك مع منتخب الأرجنتين تحت 17 سنة لكرة القدم. أما مع النوادي، فقد لعب مع انيستتوتو وروزاريو سنترال ونادي أتليتيكو كولون ونادي أونيفرسيداد ناسيونال ونادي لانوس ونادي أتليتيكو ألدوسيفي.

## روابط خارجية
- دييغو لاجوس على موقع قاعدة بيانات كرة القدم.إي يو (الإنجليزية)
- دييغو لاجوس على موقع Soccerway.com (الإنجليزية)